# 平林盛人
平林 盛人（ひらばやし もりと、1887年（明治20年）11月10日 - 1969年（昭和44年）5月21日）は、日本の陸軍軍人、政治家。陸士21期・陸大31期。最終階級は陸軍中将。

## 経歴
長野県南安曇郡東穂高村（現在の安曇野市）出身。旧制大町中学（現在の長野県大町高等学校）卒業後に、陸軍士官学校に入校（21期）。同期には石原莞爾がおり、親しい間柄であった。1909年（明治42年）5月卒業。同年12月、陸軍歩兵少尉任官。1919年（大正8年）11月、陸軍大学校（31期）を卒業。
その後、参謀本部付、次いで参謀本部部員として、米国を研究する米班に所属し、東京外国語学校（現：東京外国語大学）に派遣されて英語を学び（大正12年4月 - 大正13年3月）、さらに約1年にわたり欧米視察を行ない米国の国力や軍事力を熟知していた。
歩兵第8連隊長、第16師団参謀長、満州国軍政部最高顧問、憲兵司令官を歴任。憲兵司令官在任中の1939年（昭和14年）10月に陸軍中将に進級し、1940年（昭和15年）8月に第17師団長に親補された。
1942年（昭和17年）12月に第17師団長を更迭されて参謀本部付となり、1943年（昭和18年）1月に予備役編入。平林は、陸軍軍人に対する人事権を持つ東條英機（内閣総理大臣・陸軍大臣）とは反りが合わず、かつ平林が東條と鋭く対立していた石原莞爾（戦線拡大に反対していた）と親しく、石原の考えを支持していたことにより、東條によって予備役に追いやられた。
その後、官選の長野県松本市の第4代市長となるが、任期途中の1945年（昭和20年）3月に予備役陸軍中将として召集を受け、市長職を辞した。留守第54師団長を経て3月29日に長野師管区司令官に親補され、松代大本営の建設に携わる。
戦後は、公職追放を経て、電線工場の工場長や穂高町教育委員を歴任した。その後、1954年（昭和29年）12月に穂高町長選挙に出馬して初当選し、1962年（昭和37年）12月まで在職した。穂高町長としての平林は、地元出身の彫刻家・荻原碌山を記念した「碌山美術館」の建設に尽力し、1958年に開館すると初代の館長を務めた。

## 太平洋戦争開戦・東條英機への批判
太平洋戦争（大東亜戦争）開戦直後の1941年（昭和16年）12月29日、第17師団長の職にあった平林は、中国・徐州の師団本部で部下の将校（約40名）を前に
「現在の日本の戦力では、対米英軍相手に干戈（かんか）（いくさ）を交えても、絶対に勝てる見込みはない。真珠湾の奇襲で寝込みを襲い、戦果を挙げたかもしれないが、1年足らずで劣勢に追い込まれ、やがて敗戦に至るだろう」
「装備劣勢の日本軍が近代戦を戦えないことは、先の（ソ連に惨敗した）ノモンハン戦で立証済みである」
「泥沼化している中国戦線を未解決のまま米英軍を相手に戦う余力は、今の日本にはない。負け戦と分かっている戦争は、絶対にやってはならない」
とこの開戦を厳しく批判し、さらにその矛先は、平林とは不仲と言われていた東條英機（内閣総理大臣・陸軍大臣）にも向けられ
「〔東條は〕本来憲兵司令官を最後に予備役に編入せらるべき人物で、陸軍大臣、総理大臣の器ではない。この難局を処理する能力など持っていない」
と述べたという（平林の演説を聞いた2人の将校の証言による）。
平林の演説を聞いた将校たちが「他言無用」と申し合わせて秘密を守ったため、この一件が世間に知られたのは約70年後の2009年（平成21年）のことであった。
太平洋戦争の開戦直後に、部下を前にして「聖戦」を正面から厳しく批判したのは平林の他に例を見ない。太平洋戦争の経過は、概ね平林の「予言」通りとなった。
秦郁彦は、平林の演説を下記のように評する。

## その他
平林が歩兵第8連隊長の職にあった当時、陸軍は現在の大阪府大阪市住之江区に所在していた管轄地を払い下げし、その地にはその責任者であった彼にちなんで「平林」という名が付けられたという説がある（現在の地名は「平林北」「平林南」）。

## 栄典
位階
- 1910年（明治43年）2月21日 - 正八位[8]
- 1913年（大正2年）4月21日 - 従七位[9]
- 1918年（大正7年）5月20日 - 正七位[10]
- 1923年（大正12年）7月31日 - 従六位[11]
- 1928年（昭和3年）9月1日 - 正六位[12]
- 1937年（昭和12年）9月1日 - 正五位[13]

勲章
- 1939年（昭和14年）11月13日 - 勲二等瑞宝章[14]

外国勲章佩用允許
- 1941年（昭和16年）12月9日 - 満州帝国：建国神廟創建記念章[15]

## 家族
- 三男：伊三郎（穂高町長・初代安曇野市長を歴任）